# Sette poveracci di Sydney
Sette poveracci di Sydney (Seven Poor Men of Sydney) è il romanzo d'esordio della scrittrice australiana Christina Stead. Pubblicato nel 1934, è stato tradotto in italiano da Aldo Busi nel 1988.

## Trama
Il romanzo racconta le vicende di sette uomini della classe lavoratrice di Watson's Bay, vicino a Sydney, a cavallo tra gli anni venti e gli anni trenta del novecento. Centrali sono le figure dei due fratelli Baguenault, Michael e Catherine. Sullo sfondo è l'ascesa del socialismo e dei movimenti sindacali.

## Edizioni
- Christina Stead, Sette poveracci di Sydney, traduzione di Aldo Busi, Garzanti, 1988 (ediz. italiana),  p. 344.

## Critica
Una recensione su The Courier-Mail paragonò il libro al lavoro di un romanziere precedente: "Vent'anni fa Louis Stone, un britannico che abitava nel Nuovo Galles del Sud, Australia, mostrava nel suo romanzo Jonah che le strade di Sydney, palpitanti di vita, intensità ed emotività, fornivano un meraviglioso sfondo per un romanzo australiano. Fino all'altro ieri nessun altro romanziere aveva cercato di usare un'ambientazione così affollata. Forse l'ambiente era troppo grande, la caratterizzazione troppo difficile, la canalizzazione delle emozioni troppo intricata. Adesso questo è stato fatto da Christina Stead in Sette poveracci di Sydney (Peter Davies, Londra), e il suo libro è notevole per la presentazione acuta delle vite e delle mentalità di una sezione, forse di una sezione limitata, della gente più povera di Sydney."
Recensendo il libro nella sua riedizione del 1966 Maurice Dunlevy affermava: "Questo libro non può essere paragonato a nessun altro romanzo australiano. È così individualistico, in effetti, che non può essere paragonato a nessun altro romanzo, nonostante per scopi esplicativi si possa dire che somigli vagamente a Le onde di Virginia Woolf, pubblicato alcuni anni prima. I personaggi di Christina Stead, come quelli di Virginia Woolf, si esprimono in un idioma straordinariamente immaginativo. Benché siano poveri e 'analfabeti' in senso convenzionale, sono acutamente sensibili, le loro vite ruotano attorno alle loro esperienze interiori, sono insolitamente articolate e spesso parlano con la retorica di oratori esperti o con l'immaginazione dei poeti."